# Megulung Kidul
Megulung Kidul is een bestuurslaag in het regentschap Purworejo van de provincie Midden-Java, Indonesië. Megulung Kidul telt 1394 inwoners (volkstelling 2010).